# Verband der Beschäftigten der obersten und oberen Bundesbehörden
Der Verband der Beschäftigten der obersten und oberen Bundesbehörden e. V. im dbb beamtenbund und tarifunion (Abkürzung: VBOB, Eigenschreibweise auch vbob) ist eine Vertretung der Beschäftigten der Bundesverwaltung in der Rechtsform eines eingetragenen Vereins. Der VBOB führt die Kurzbezeichnung: Gewerkschaft Bundesbeschäftigte. Der Verband ist Mitglied des dbb beamtenbund und tarifunion, hat seinen Sitz in Bonn und ist beim dortigen Amtsgericht im Vereinsregister eingetragen.

## Allgemeines
Gemäß § 3 der Satzung organisiert der VBOB Beschäftigte und weitere Personen bei obersten Bundesbehörden und -gerichten, oberen Bundesbehörden, anderen Bundesdienststellen, Körperschaften, Anstalten und Stiftungen öffentlichen Rechts des Bundes, Fraktionen des Deutschen Bundestages, politischen Parteien und deren Einrichtungen, Zuwendungsempfängern des Bundes und Gesellschaften des privaten Rechts, bei denen der Bund mehrheitlich Anteilseigentümer ist.
Mitglieder werden können Beschäftigte dieser Dienststellen und Einrichtungen – unabhängig davon, ob sie Beamten oder Tarifbeschäftigten oder in einem sonstigen Dienst- oder Arbeitsverhältnis stehen – aus dem aktiven Dienst dieser Dienststellen und Einrichtungen ausgeschiedene Personen sowie Hinterbliebene von Mitgliedern.
Der Verband gliedert sich in Fachgruppen bei jeder Dienststelle und Einrichtung. Derzeit bestehen 53 Fachgruppen, wovon die „Fachgruppe BfV“ die mitgliederstärkste ist.
Der VBOB bezeichnet sich als parteipolitisch unabhängig. Er tritt ein für die Erhaltung und Fortentwicklung des Berufsbeamtentums auf öffentlich-rechtlicher Grundlage und für die Fortentwicklung des Tarifrechtes, vertritt und fördert die berufsbedingten, politischen, rechtlichen und sozialen Belange seiner Mitglieder und unterstützt die Arbeit seiner Mitglieder in Personalvertretungen sowie in Betriebsräten.
Alle Mitglieder bis zum vollendeten 31. Lebensjahr sind in der vbob jugend zusammengefasst.
Die Bundesgeschäftsstelle ist in Bonn. In Berlin unterhält der VBOB ein Hauptstadtbüro.

## Organe
Oberstes Organ des VBOB ist der Bundesvertretertag. Er tritt bis 2022 alle vier und dann alle fünf Jahre zusammen und besteht aus den Mitgliedern des Bundeshauptvorstandes und den Delegierten der Fachgruppen.
Der Bundesvorstand besteht aus der Bundesleitung, welche sich aus dem Bundesvorsitzenden (Frank Gehlen – BMBF), drei stellvertretenden Bundesvorsitzenden (Claudia Goeke – BMUV, Hans-Georg Schiffer – BVA, Ludwig Hofmann – BND), dem Bundesschatzmeister (Dirk Rörig – Destatis Bonn) und dem Rechtsschutzbeauftragten (Manfred Becker) zusammensetzen. Zum Bundesvorstand gehören weiterhin der Bundesjugendvertreter (Morris Hültner – BMUV), die Bundesfrauenvertreterin (Anna Diegeler-Mai), der Bundesvertreter der Mitglieder im Ruhestand (Joachim Politis) sowie vier Beisitzer (Lilia Berwold, Claudia Heinrichs, Alina Julius, Bianca Stoffer). Zudem nimmt eine Person für die Fachgruppe Bundesanstalt für Immobilienaufgaben (BImA) und Angelegenheiten der Schwerbehinderten (Lothar Hermes) als kooptiertes Mitglied an den Bundesvorstandssitzungen teil. Bis auf den hauptamtlichen Bundesvorsitzenden sind alle Mitglieder des Bundesvorstandes ehrenamtlich tätig.
Der Bundesvorstand und die Fachgruppenvorsitzenden bilden zusammen den Bundeshauptvorstand, das höchste Organ des Verbandes zwischen den Bundesvertretertagen. Er soll mindestens zweimal jährlich einberufen werden.

## Geschichte
Der Verband wurde am 21. Juni 1951 gegründet. Die Fachgruppe Bundesanstalt für Immobilienaufgaben e. V. (BVV) feierte 2011 ihr 50-jähriges Bestehen. Am 5. Oktober 2011 fand in Königswinter-Thomasberg eine Festveranstaltung statt, zu der Werner Gatzer, Staatssekretär im Bundesministerium der Finanzen, ein Grußwort sprach.
Von 2013 bis 2018 führte Hartwig Schmitt-Königsberg den VBOB. Am 11. Juni 2018 wurde Rita Berning mit 77,4 Prozent der Stimmen auf dem Bundesvertretertag in Berlin zur neuen Bundesvorsitzenden gewählt. Sie war die erste Frau an der Spitze des VBOB. Am 13. November 2020 wurde Frank Gehlen zum Vorsitzenden gewählt, nachdem Berning aus gesundheitlichen Gründen zurückgetreten war.
Vom 21. bis 22. Juni 2022 trat in Hamburg der alle fünf Jahre tagende Bundesvertretertrag zusammen, bei dem Gehlen als Bundesvorsitzender bestätigt wurde.

## Medien
Der Verband gibt seit seinem Bestehen eine Mitgliederzeitschrift heraus, zunächst unter dem Titel Der Bonner Bundesbeamte, von 1960 bis 1998 als Die Bundesverwaltung. Seit 1999 heißt die monatlich erscheinende Zeitschrift VBOB Magazin. Ab 20. Januar 2020 nahm der Verband einen Podcast mit dem Namen vBOBcast – Aus dem Inneren der Bundespolitik auf. Sprecher war der damalige stellvertretende Bundesvorsitzende Sascha Tietze.